# Diphucephala pygidialis
Diphucephala pygidialis är en skalbaggsart som beskrevs av Lea 1916. Diphucephala pygidialis ingår i släktet Diphucephala och familjen Melolonthidae. Inga underarter finns listade i Catalogue of Life.